# Lijst van gemeenten naar oppervlakte
Dit is een wereldwijde lijst van gemeenten naar oppervlakte in vierkante kilometers. In deze lijst zijn gemeenten opgenomen of een gemeentelijk equivalent, in ieder geval de laagste vorm van lokaal bestuur. Opgemerkt wordt dat in bijvoorbeeld Canada grote ongeorganiseerde gebieden (unorganized areas) bestaan, waardoor dit grote en dunbevolkte land weinig in de lijst voorkomt. Ook Groenland en de deelstaat Zuid-Australië kennen deze gebieden. Deze lijst heeft niet de pretentie compleet te zijn, aanvullingen zijn welkom.
| Nr. | Naam                                  | Deelgebied             | Land             | Oppervlakte (km²) | Inwoners |
| --- | ------------------------------------- | ---------------------- | ---------------- | ----------------- | -------- |
| 1   | Qaasuitsup                            | Groenland              | Denemarken       | 660.000           | 17.867   |
| 2   | Sermersooq                            | Groenland              | Denemarken       | 635.600           | 20.998   |
| 3   | Ilimpijski                            | Kraj Krasnojarsk       | Rusland          | 497.600           | 8.044    |
| 4   | Al Kufrah                             | Al Kufrah              | Libië            | 483.510           | 51.433   |
| 5   | Shire of East Pilbara                 | West-Australië         | Australië        | 379.571           | 7.500    |
| 6   | Yukon Koyukuk                         | Alaska                 | Verenigde Staten | 377.878           | 6.551    |
| 7   | Murzuq                                | Murzuq                 | Libië            | 349.790           | 68.718   |
| 8   | Chatanga                              | Kraj Krasnojarsk       | Rusland          | 336.400           | 3.450    |
| 9   | Olenjokski                            | Jakoetië               | Rusland          | 318.100           | 4.300    |
| 10  | Barkly Shire                          | Noordelijk Territorium | Australië        | 322.514           | 8.077    |
| 11  | Eeyou Istchee Baie-James              | Quebec                 | Canada           | 297.355           | 1.394    |
| 12  | Central Desert Shire                  | Noordelijk Territorium | Australië        | 282.090           | 4.743    |
| 13  | MacDonnell Shire                      | Noordelijk Territorium | Australië        | 268.784           | 7.124    |
| 14  | North Slope Borough                   | Alaska                 | Verenigde Staten | 245.434           | 7.385    |
| 15  | Anadyrsky                             | Tsjoekotka             | Rusland          | 237.700           | 8.007    |
| 16  | Oeloes Boeloenski                     | Jakoetië               | Rusland          | 223.600           | 9.775    |
| 17  | Doedinka                              | Kraj Krasnojarsk       | Rusland          | 223.500           | 25.132   |
| 18  | Dikson                                | Kraj Krasnojarsk       | Rusland          | 218.959           | 1.198    |
| 19  | Roper Gulf Shire                      | Noordelijk Territorium | Australië        | 185.176           | 6.905    |
| 20  | Shire of Wiluna                       | West-Australië         | Australië        | 182.153           | 770      |
| 21  | Shire of Laverton                     | West-Australië         | Australië        | 179.798           | 786      |
| 22  | Bilibinsky                            | Tsjoekotka             | Rusland          | 174.700           | 7.696    |
| 23  | Victoria Daly Shire                   | West-Australië         | Australië        | 168.277           | 6.868    |
| 24  | Ayano-Maysky                          | Kraj Chabarovsk        | Rusland          | 167.710           | 2.663    |
| 25  | Mirninsky                             | Jakoetië               | Rusland          | 165.800           | 42.746   |
| 26  | Shire of Ngaanyatjarraku              | West-Australië         | Australië        | 159.948           | 1.650    |
| 27  | Okhotsky                              | Kraj Chabarovsk        | Rusland          | 158.518           | 12.017   |
| 28  | Altamira                              | Pará                   | Brazilië         | 159.695           | 105.030  |
| 29  | Shire of Hals Creek                   | West-Australië         | Australië        | 143.030           | 3.620    |
| 30  | Katangski                             | Oblast Irkoetsk        | Rusland          | 140.250           | 4.172    |
| 31  | Qiemo                                 | Sinkiang               | China            | 138.645           | 62.300   |
| 32  | Shire of Menzies                      | West-Australië         | Australië        | 124.635           | 249      |
| 33  | Barcelos                              | Amazonas               | Brazilië         | 122.476           | 32.169   |
| 34  | Oeloes Oest-Janski                    | Jakoetië               | Rusland          | 120.300           | 10.009   |
| 35  | Shire of Wyndham-East Kimberley       | West-Australië         | Australië        | 117.514           | 7.474    |
| 36  | Al Jufrah                             | Al Jufrah              | Libië            | 117.410           | 45.117   |
| 37  | Tshonyis Dontso Chu                   | Tibet                  | China            | 116.637           | 9.700    |
| 38  | Penskinsky                            | Kraj Kamtsjatka        | Rusland          | 116.086           | 2.483    |
| 39  | Qeqqata                               | Groenland              | Denemarken       | 115.500           | 9.627    |
| 40  | Toengoeska                            | Kraj Krasnojarsk       | Rusland          | 111.600           | 3.730    |
| 41  | São Gabriel da Cachoeira              | Pará                   | Brazilië         | 109.185           | 40.806   |
| 42  | Al Wahat                              | Al Wahat               | Libië            | 108.670           | 29.257   |
| 43  | Oriximiná                             | Pará                   | Brazilië         | 107.602           | 62.963   |
| 44  | Shire of Cook                         | Queensland             | Australië        | 106.188           | 3.899    |
| 45  | Bethel                                | Alaska                 | Verenigde Staten | 105.240           | 16.006   |
| 46  | Nadymski                              | Jamalië                | Rusland          | 103.960           | 23.470   |
| 47  | Maralinga Tjarutja                    | Zuid-Australië         | Australië        | 102.863           | 105      |
| 48  | Anangu Pitjantjatjara Yankunytjatjara | Zuid-Australië         | Australië        | 102.650           | 2.230    |
| 49  | Baykitski                             | Kraj Krasnojarsk       | Rusland          | 102.000           | 5.648    |